# François Questiaux
François Questiaux (Focant, 14 augustus 1900 - Dachau, 24 december 1944) was een Belgisch kanunnik en hoogleraar.
Hij studeerde aan het seminarie van Floreffe. In 1919 vertrok hij naar Rome om te gaan studeren aan de Pauselijke Universiteit Gregoriana.
Na zijn priesterwijding in 1925 doceerde hij vanaf 1929 als professor dogmatische theologie aan het grootseminarie te Namen. Hij behaalde het doctoraat in de theologie en filosofie, en in 1935 werd hij tot erekanunnik benoemd. Op 9 juni 1943 werd hij in de Kommandantur te Namen ontboden, alwaar hij door de SS gevangen werd genomen. Vervolgens kwam hij terecht in Kamp Esterwegen waar hij tot mei 1944 verbleef. Hierna werd hij via Bayreuth naar het concentratiekamp van Dachau overgebracht, waar hij begin december aankwam en drie weken later overleed. Hij werd behandeld als politiek gevangene, omdat hij lid was van het mouvement Jociste (J.O.C. ou Jeunesse Ouvrière Chrétienne).

## Biografie
- Louis Declercq, Un curé au bagne. Le chanoine François Questiaux. Professeur au Grand Séminaire de Namur. Mort à Dachau, le 24 décembre 1944